# Камбаровы
Камбаровы — русский дворянский род.
Наиболее известен из них князь Иван Магметович, в 1543 показанный в актах воеводой сторожевого полка в Великих Луках. С 1558 несколько раз был воеводой в ливонских и литовских походах; в 1571. Отправлен послом в Польшу для заключения перемирия и во время этого посольства умер.
Князь Фёдор и Александр Ивановичи и Василий Васильевич Камбаровы также были воеводами при Иване Грозном.
Князь Тимофей Камбаров упоминается, как иноземец-новокрещенный, которые по государеву указы написаны в список с московскими дворянами в 1622 году.